# Naked Singularity
Naked Singularity (engl. für „Nackte Singularität“) ist ein Gerichtsthriller von Chase Palmer, der im April 2021 beim San Francisco International Film Festival seine Premiere feierte und am 6. August 2021 in die US-Kinos kam. Der Film basiert auf dem im Jahr 2008 veröffentlichten Roman A Naked Singularity von Sergio De La Pava.

## Handlung
Casi, der Sohn kolumbianischer Einwanderer, lebt in Brooklyn und ist in Manhattan als Strafverteidiger tätig. Bislang hat er noch nie einen Prozess verloren.

## Literarische Vorlage
„Our universe is collapsing into a singularity. Slowly, I admit, but it’s happening. And not the kind of singularities found in black holes either. No. What we’re headed for is what theorists call a naked singularity. […] Predictability, Space, Time, the physical laws, they mean less with every passing second and soon enough they’ll mean absolutely nothing.“

Der Film basiert auf dem Debütroman des US-amerikanischen Autors Sergio De La Pava mit dem Titel A Naked Singularity. Ursprünglich wurde er 2008 über XLibris im Eigenverlag veröffentlicht. Eine weitere Veröffentlichung folgte 2012 bei University of Chicago Press. Im darauffolgenden Jahr wurde De La Pava von PEN in der Kategorie Debut-Fiction ausgezeichnet.

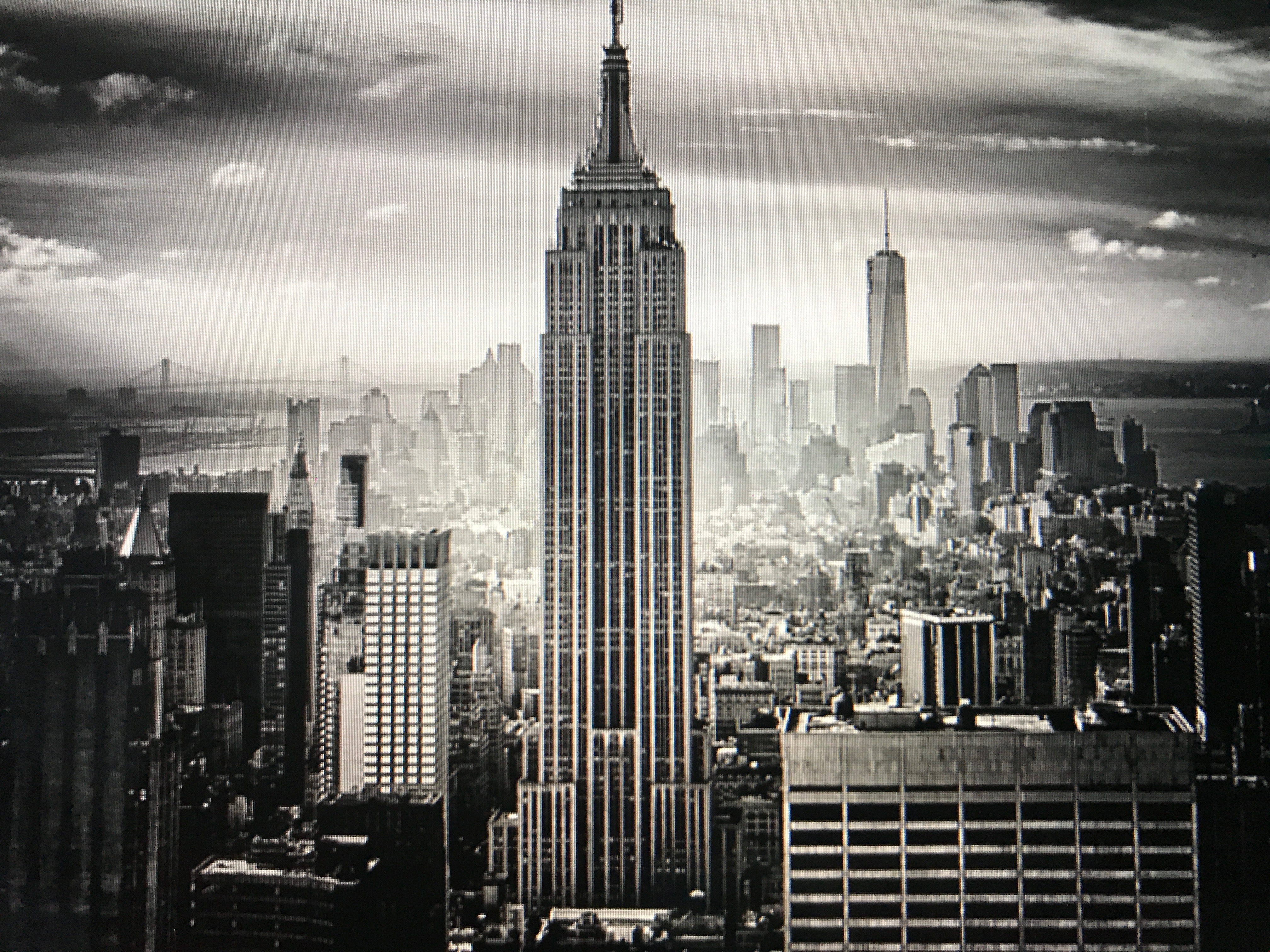
Casi arbeitet als Verteidiger in New York

Der Roman ist autobiografisch geprägt. De La Pava wurde in New Jersey geboren, und wie in Casis Fall waren seine Eltern aus Kolumbien eingewandert. Er besuchte die Brooklyn Law School, wo er seine spätere Ehefrau kennenlernte. Danach arbeitete er als Strafverteidiger in Manhattan und war oft gleichzeitig mit 70 bis 80 Fällen betraut.
Sein Protagonist Casi ist im Roman ähnlich vielbeschäftigt. Der junge, außergewöhnlich talentierte Verteidiger hat, obwohl noch nicht lange im Besitz einer Zulassung als Anwalt, eine erstaunliche Anzahl von Klienten vorzuweisen und nie eine Gerichtsverhandlung verloren. Zwar muss Casi noch Miete für seine Wohnung in Brooklyn zahlen und auch seine Schulden, die er für sein Studium aufnehmen musste, begleichen, dennoch arbeitet er auch unentgeltlich im Pro-Bono-Fall Jalen Kingg, einem geistig behinderten Mann, der in Alabama in der Todeszelle sitzt. Nicht nur seines Talents wegen, sondern auch in seinem Einsatz für Gerechtigkeit wirkt er wie ein Superheld. In diesem Sinne schwört er sich selbst auch, nicht zuzulassen, dass einem seiner Klienten jemals etwas widerfährt, dass ihnen schadet, ähnlich dem hippokratischen Eid. Dem ersten Kapitel des Buchs ist der Psalm 14 von der Torheit der Menschen vorangestellt. „Der HERR schaut vom Himmel auf die Menschenkinder, dass er sehe, ob jemand klug sei und nach Gott frage. Aber sie sind alle abgewichen und allesamt verdorben; da ist keiner, der Gutes tut, auch nicht einer.“
Das Buch beschäftigt sich nicht nur mit der Komplexität des Strafrechtssystems in den USA, sondern auch mit der ganz eigenen Sprache, der es sich bedient. So wird gleich im ersten Kapitel eine Begrifflichkeit erklärt, mit der die Strafvollzugsbehörden und Mitarbeiter der Gerichte bereits inhaftierte Angeklagte bezeichnen: „bod-y (bŏd´ē) n., pl.—ies. 9. CJS.“ Neben Ausschweifungen zum zutiefst fehlerhaften Strafrechtssystem werden in Dialogen Fragen aus den Bereichen Kosmologie, Physik und insbesondere Astrophysik, Mathematik, Entropie, Philosophie, dem Boxen und des Glaubens aufgegriffen. Mit diesen Fragen beschäftigen sich insbesondere Alyona Karn, Louis Sands und Angus Glass, Casis Nachbarn im Erdgeschoss. Die recht isoliert in Brooklyn Heights lebenden, klugen Menschen verschwenden damit ihre beträchtliche Intelligenz, während Casi sich in der Welt da draußen verausgabt. Alyona hat promoviert, Louis hat einen MBA und Angus studiert noch immer und nimmt meist online an Veranstaltungen der Universität teil. Die drei Nachbarn bilden Kontrapunkte zum guten, moralischen Casi und seinem bösen, von krimineller Energie getriebenen Freund Dane. Anstatt zu versuchen, tatsächlich Gutes oder Böses zu bewirken, geben sich Alyona, Louis und Angus damit zufrieden, nur Zuschauer zu sein und endlos zu analysieren.

## Produktion

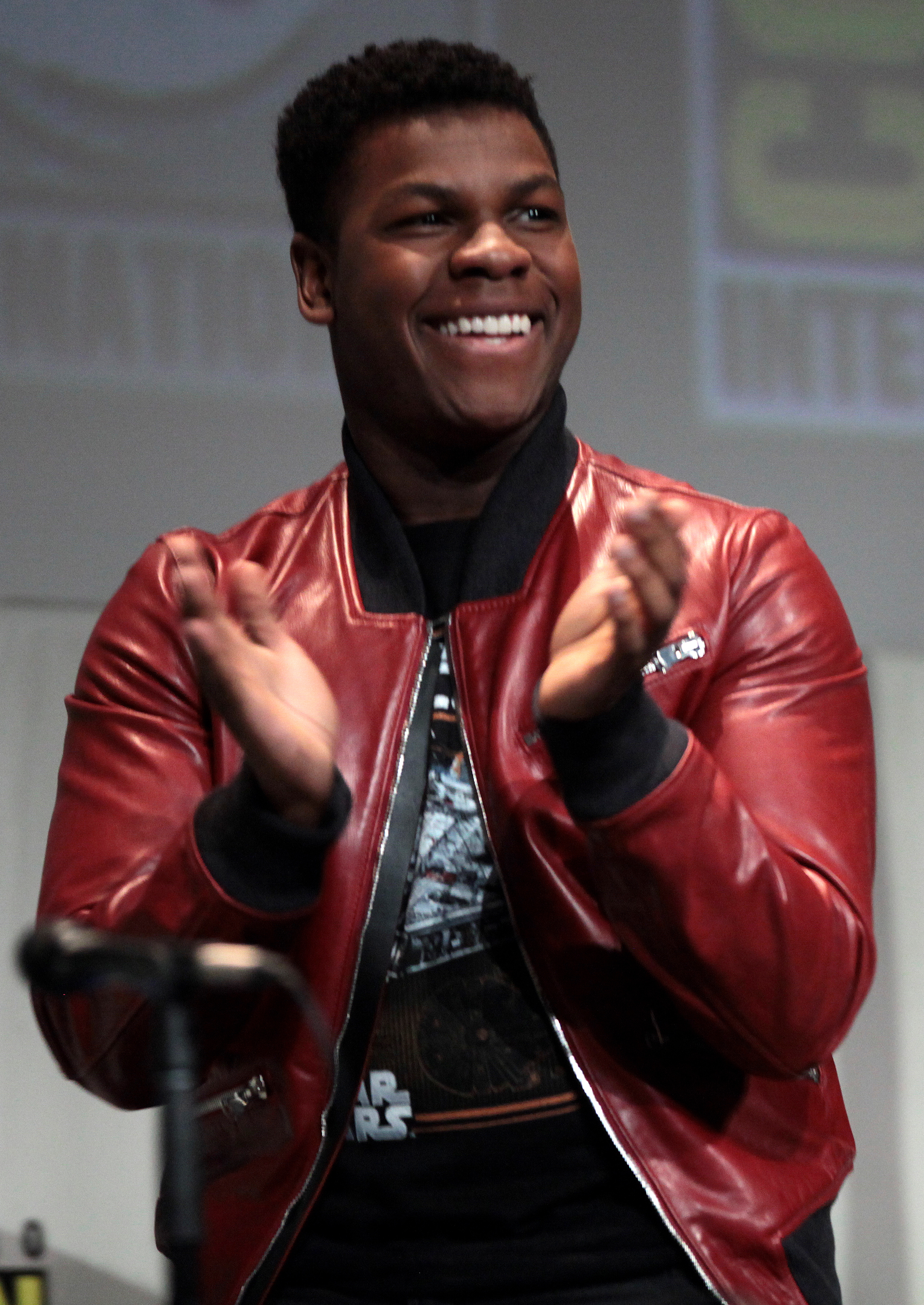
John Boyega spielt Casi

Als „Naked Singularity“, auf Deutsch „nackte Singularität“, wird in der allgemeinen Relativitätstheorie eine gravitative Singularität, also ein hypothetischer Punkt der Raumzeit mit unendlicher Krümmung bezeichnet, die aber im Unterschied zu einem Schwarzen Loch nicht von einem Ereignishorizont umgeben ist. Ende der 1960er Jahre zeigten Stephen Hawking und Roger Penrose unter sehr allgemeinen Voraussetzungen, dass in der Allgemeinen Relativitätstheorie grundsätzlich mit Singularitäten zu rechnen ist und diese nicht vermieden werden können. Ohne Ereignishorizont ist diese „Naked Singularity“ im Buch und im Film auch als Metapher für die Situation, in der sich Casi befindet, zu verstehen. In einem Voice-Over bringt er dies im Film zum Ausdruck mit den Worten: „Wenn Sie einmal reingefallen sind, ist es unmöglich, herauszukommen.“ Sein emotionaler Zustand macht ihn schwach und er wird buchstäblich in den Überfall hineingezogen, nicht in der Lage, dem Ganzen zu entkommen. Eigentlich bezieht sich Casi mit der Aussage auf das Justizsystem in den USA.
Regie führte Chase Palmer, der gemeinsam mit David Matthews auch das auf De La Pavas Roman basierende Drehbuch schrieb. Es handelt sich bei Naked Singularity um Palmers Debütfilm. Zu einer seiner wenigen vorherigen Arbeiten im Filmbereich gehört der Horrorfilm Es, bei dem er einer der Drehbuchautoren war und 2017 für den Bram Stoker Award nominiert wurde.
Im Dezember 2018 wurde die Besetzung mit John Boyega bekannt, der im Film die Hauptrolle Casi spielt. Olivia Cooke, die April 2019 dazukam, übernahm die Rolle von Lea. Im Mai 2019 folgten Ed Skrein und Bill Skarsgård, die Craig und Dane spielen. In weiteren Rollen sind Linda Lavin als Cymbeline und Tim Blake Nelson in der Rolle von Angus zu sehen.
Die Dreharbeiten wurden im Frühjahr 2019 begonnen.
Die Filmmusik komponierte Brendan Angelides aka Eskmo. Das Soundtrack-Album mit 19 Musikstücken soll am 27. August 2021 von Lakeshore Records als Download veröffentlicht werden.
Naked Singularity feierte am 9. April 2021 als Eröffnungsfilm des San Francisco International Film Festivals seine Weltpremiere. Der erste Trailer wurde Mitte Juli 2021 vorgestellt. Am 6. August 2021 kam der Film in ausgewählte US-Kinos.

## Rezeption

### Kritiken
Die Kritiken waren eher gemischt bis negativ.

### Auszeichnungen
Palm Springs International Film Festival 2020
- Aufnahme in die 10 Directors to Watch des Branchenblattes Variety (Chase Palmer)[19]

San Francisco International Film Festival 2021
- Auszeichnung mit dem Audience Award for Best Narrative Feature (Chase Palmer)[20]